# Abu Marwan Abd al-Malik
Pour les articles homonymes, voir Abd al-Malik.
Abu Marwan Abd al-Malik (arabe : أبو مروان عبد الملك الغازي) fut le cinquième sultan de la dynastie saadienne de 1576 à sa mort en 1578.
Il avait été contraint à l'exil par son frère al-Ghalib, car celui-ci voulait éliminer tous les descendants de sa famille. Depuis sa fuite, Abd al-Malik n'avait cessé d'exprimer sa loyauté à Selim II. Il prend part aux côtés des Ottomans à la bataille de Lépante et à la conquête de Tunis en 1574.
Après avoir pris le pouvoir en 1576 à la suite de la bataille d'al-Rukn, remportée avec le soutien militaire des Ottomans, il reconnait le sultan ottoman Mourad III en tant que calife en faisant prononcer la khutba de la prière du vendredi en son nom, avant d'acheter le départ des troupes ottomanes à prix d'or puis de revenir sur sa reconnaissance du Califat ottoman aussitôt les janissaires turcs repartis.
Il périt lors de la bataille des Trois Rois que ses troupes remportèrent.

## Biographie

### Prince saadien (1541-1557)
Abd al-Malik était l'un des fils du sultan saadien Mohammed ech-Cheikh, assassiné par les Ottomans en 1557 sur ordre d'Hassan Pacha, fils de Barberousse, alors qu'il se préparait à une alliance avec l'Espagne contre les Ottomans. Sa mère est Sahaba el-Rehmania, originaire de la tribu Hassan des Rehamna.
Un de ses demi-frères Abdallah el-Ghalib (1557-1574) prend alors le pouvoir et monte sur le trône. Il prévoyait d'éliminer ses autres frères dans le processus. Abd al-Malik a dû fuir le Maroc et rester à l'étranger avec sa mère Sahaba al-Rehmania, son frère aîné Abd al-Mu'min al-Saadi, son jeune demi-frère Ahmed et sa belle-mère Lalla Messaouda jusqu'en 1576.

### Exil vers l'Empire ottoman (1557-1576)
Abd al-Malik a passé 17 ans parmi les Ottomans avec ses frères, la plupart du temps dans la régence d'Alger, bénéficiant d'une formation ottomane et de contacts avec la culture ottomane. Abd al-Mu'min fut nommé gouverneur de la ville de Tlemcen par le souverain de la régence d'Alger, Hasan Pacha, mais Abd al-Mu'min y fut assassiné en 1572.
Abd al-Malik s'est rendu à Istanbul à plusieurs reprises. Il se rendit dans la capitale ottomane en juillet 1571, puis fut impliqué avec son frère Ahmed dans la bataille de Lépante du côté ottoman le 7 octobre 1571,. Il a été capturé pendant la bataille et transporté en Espagne puis amené devant le roi espagnol Philippe II. Le roi d'Espagne décida, sur les conseils d'Andrea Gasparo Corso, de le retenir captif dans la possession espagnole d'Oran, afin de l'utiliser quand l'occasion se présenterait. Cependant, Abd al-Malik réussit à s'échapper d'Oran en 1573 et retourna dans l'Empire ottoman.
En janvier 1574, alors qu'il était à Constantinople, le médecin français Guillaume Bérard sauva la vie d'Abd al-Malik lors d'une épidémie. En conséquence, ils sont devenus plus tard amis. Quand Abd al-Malik est devenu sultan, il a demandé à Henri III de France que Guillaume Bérard soit nommé Consul de France au Maroc.
En 1574, Abd al-Malik participe à la conquête de Tunis par les Ottomans. Il en informa sa mère immédiatement qui fut la première personne à informer le sultan du succès de la bataille,. Cette dernière en profita et se fit la médiatrice pour le trône de son fils auprès du sultan, qui cette fois ci accepta de l’aider,. Grace a son succès lors de la conquête de Tunis par les Ottomans, Abd al-Malik se rendit à nouveau à Constantinople et obtint du nouveau souverain ottoman Murad III un accord pour l'aider à regagner militairement le trône marocain.
Les forces ottomanes escortèrent Abd al-Malik et sa mère vers Alger en 1576. Une fois en route vers la frontiere marocaine, Abd al-Malik garda une petite escorte ottomane composée de 4000 hommes et l'armée marocaines qui se joignirent a lui ont capturé Fès cette année-là, en fin mars 1576.

### Règne (1576-1578)
Abd al-Malek a reconnu le sultan ottoman Murad III comme son calife et a réorganisé son armée sur les lignes ottomanes et a adopté les coutumes ottomanes, mais a négocié pour que les troupes ottomanes quittent son pays, en échange d'un gros paiement en or.
Dans la période suivante, il tenta de relancer le commerce avec l'Europe et surtout l'Angleterre, entamant une alliance anglo-marocaine avec Elizabeth I. Selon Richard Hakluyt, cité par Edmund Hogan, le souverain "Abdelmelech" porte "une plus grande affection à notre Nation qu'à d'autres à cause de notre religion, qui interdit le culte des idoles". Il a écrit une lettre en espagnol à Elizabeth I en 1577.

### Bataille de Wadi al-Makhazin (1578)
Article principal : Bataille des Trois Rois
Après avoir perdu le trône au profit d'Abd al-Malik Ier en 1576, le sultan évincé Abu Abdallah Muhammad al-Mutawakkil avait pu fuir au Portugal puis convaincre le roi Sébastien Ier de lancer une campagne militaire contre le Maroc. La campagne s'est avérée être un échec complet après leur défaite à la bataille de l'Alcazar Kébir en 1578. La bataille s'est terminée après près de quatre heures de combats acharnés et a entraîné la défaite totale de l'armée portugaise et d'Abu Abdallah, faisant 8 000 morts. , y compris le massacre de presque toute la noblesse du pays, avec 15 000 prisonniers. Peut-être 100 survivants avaient réussi à s'échapper vers la côte. Le corps du roi Sébastien, qui a mené une charge au milieu de l'ennemi et a ensuite été coupé, n'a jamais été retrouvé. La mort de Sebastian, Abu Abdallah et Abd al-Malik a valu à la bataille le nom de "Bataille des Trois Rois".

### Mort (1578)
Abd al-Malik est connu pour avoir été gravement malade dans les jours qui ont précédé la bataille. Au cours de la bataille elle-même, il est mort dans des circonstances peu claires, peut-être au combat ou de causes naturelles dues à sa maladie. D'autres récits, principalement d'historiens marocains, affirment qu'il avait été empoisonné par certains de ses officiers d'origine turque dans le cadre d'un complot ottoman, similaire à ce qui était arrivé à Mohammed ech-Cheikh en 1557.  Bien que plausible, ce récit peut également avoir reflété des attitudes anti-ottomanes qui étaient présentes à la cour d'Ahmed al-Mansour, qui a succédé à son frère sur le trône et a régné de 1578 à 1603.